# Guvern interimar
Guvernul interimar sau provizoriu este înființat atunci când a fost creat un gol politic după prăbușirea unui guvern. Sarcinile guvernului interimar sunt limitate dar acesta trebuie să asigure funcționarea statului, în ciuda crizei politice care a precedat căderea guvernului cu puteri depline. Printre cele mai importante sarcini ale guvernului interimar se numără menținerea ordinii interne și organizarea de alegeri pentru un nou guvern sau alte autorități legitime (spre exemplu, la nivel de administrație locală).
Guvernele provizorii timpurii au fost create pentru a pregăti revenirile, de regulă, regale. Practica de a folosi termenul de „guvern provizoriu”, ca parte a unui nume oficial poate fi urmărit la guvernul Talleyrand în Franța în 1814. Numeroasele guverne provizorii din timpul revoluțiilor de la 1848 au dat lumii sensul modern al cuvântului. Cel mai notabil a fost Guvernului provizoriu rus din 1917.
Guvernele provizorii sunt, în general, numite și tind să apere statul în asociere cu alte elemente sau în urma războaielor civile, și altor forțe majore. Într-o perioadă de criză un guvern prăbușit se poate reforma cu statut provizoriu, sub o coaliție.
În opinia lui Yossi Shain și a lui Juan J. Linz, guvernele provizorii pot fi clasificate în patru grupuri:
1. Guverne provizorii revoluționare (când fostul regim este răsturnat și puterea aparține celor care l-au răsturnat).
2. Puterea împărtășește guvernele provizorii (atunci când puterea este împărțită între fostul regim și cei care încearcă să îl schimbe).
3. Guverne provizorii în vigoare (când puterea în perioada de tranziție aparține regimului anterior).
4. Guverne provizorii internaționale (atunci când puterea în timpul perioadei de tranziție aparține comunității internaționale).

Stabilirea guvernelor provizorii este frecvent legată de punerea în aplicare a justiției de tranziție. Deciziile referitoare la justiția de tranziție pot determina cine are dreptul să participe la un guvern provizoriu.